# Лучегорск
Лучего́рск (на руски: Лучегорск) е селище от градски тип в Приморски край, Русия. Разположено е на брега на река Контровод и на Лучегорското водохранилище, на около 410 km североизточно от Владивосток. Административен център е на Пожарски район. Към 2016 г. населението му наброява 19 578 души.

## История
Търсенето на полезни изкопаеми в долината на река Бикин започва преди около сто години. През 1893 г. на бреговете на река Малая Янга (приток на Бикин) са открити залежи на въглища. През ноември 1965 г. е построено временно селище. Планът е бил да се построят 40 жилища, магазин и начално училище до 1968 г. Първоначално селището няма име – то му е дадено по-късно от строителните инженери.
На 26 януари 1966 г. селището Лучегорск е официално основано. На 5 април 1968 г. е обявено започването на строежа на Приморската ТЕЦ. През юли 1971 г. вече се монтира главния корпус на електроцентралата. Същата година е открита и жп гара Лучегорск – селището е свързано чрез железница с град Бикин. На 23 декември 1973 г. са добити първите въглища от мината. На 14 януари 1974 г. електроцентралата е напълно завършена и започва експлоатация.

## Население
| 1970   | 1979   | 1989   | 2002   | 2009   | 2010   | 2012   |
| ------ | ------ | ------ | ------ | ------ | ------ | ------ |
| 3771   | 11 891 | 21 825 | 22 365 | 21 888 | 21 004 | 20 526 |
| 2013   | 2014   | 2015   | 2016   |        |        |        |
| 20 211 | 19 886 | 19 720 | 19 578 |        |        |        |

## Климат
Климатът в Лучегорск е умереноконтинентален. Средната годишна температура е 2,8 °C, а средното количество годишни валежи е около 660 mm.
| Климатични данни за Лучегорск      | Климатични данни за Лучегорск | Климатични данни за Лучегорск | Климатични данни за Лучегорск | Климатични данни за Лучегорск | Климатични данни за Лучегорск | Климатични данни за Лучегорск | Климатични данни за Лучегорск | Климатични данни за Лучегорск | Климатични данни за Лучегорск | Климатични данни за Лучегорск | Климатични данни за Лучегорск | Климатични данни за Лучегорск | Климатични данни за Лучегорск |
| Месеци                             | яну.                          | фев.                          | март                          | апр.                          | май                           | юни                           | юли                           | авг.                          | сеп.                          | окт.                          | ное.                          | дек.                          | Годишно                       |
| Средни максимални температури (°C) | −14                           | −9,6                          | −0,2                          | 10,7                          | 18,3                          | 22,7                          | 25,9                          | 25,1                          | 19,6                          | 11,3                          | −0,8                          | −10,9                         |                               |
| Средни температури (°C)            | −19                           | −15,3                         | −5,8                          | 5,0                           | 12,0                          | 17,0                          | 20,9                          | 20,3                          | 14,1                          | 5,6                           | −5,9                          | −15,7                         |                               |
| Средни минимални температури (°C)  | −24                           | −21                           | −11,4                         | −0,7                          | 5,7                           | 11,4                          | 15,9                          | 15,5                          | 8,6                           | 0,0                           | −10,9                         | −20,5                         |                               |
| Средни месечни валежи (mm)         | 10                            | 11                            | 19                            | 44                            | 60                            | 89                            | 109                           | 131                           | 85                            | 56                            | 28                            | 18                            |                               |
| ---------------------------------- | ----------------------------- | ----------------------------- | ----------------------------- | ----------------------------- | ----------------------------- | ----------------------------- | ----------------------------- | ----------------------------- | ----------------------------- | ----------------------------- | ----------------------------- | ----------------------------- | ----------------------------- |
| Източник: Climate-Data             |                               |                               |                               |                               |                               |                               |                               |                               |                               |                               |                               |                               |                               |

## Икономика
Основното предприятие на селището е Лучегорския топло-енергиен комплекс, създаден на 20 май 1997 г. при сливането на предприятията на мината (Лучегорски разрез) и на електроцентралата (Приморска ТЕЦ). Самата ТЕЦ е най-мощната в Далечния Изток на Русия със своите 9 блока и обща мощност от 1,4 GW. По съветско време се е планирал строежа на още 5 блока и летище, но тези планове отпадат след разпадането на Съветския съюз.

## Интересни факти
Лучегорск е най-голямото населено място в Далекоизточния федерален окръг, което няма статут на град. През септември 2015 г. градът е нападнат от изгладнели мечки, които се разхождат из града и нападат хора.

## Галерия
- Сградата на администрацията в града.
- Стела на пътя към Лучегорск.
- Районният съд.
- На излизане от Лучегорск.
- Приморската ТЕЦ.
- Жилищен район в града.